# 等乃伎神社
等乃伎神社（とのきじんじゃ、とのぎじんじゃ）は、大阪府高石市取石にある神社。式内社で、旧社格は村社。

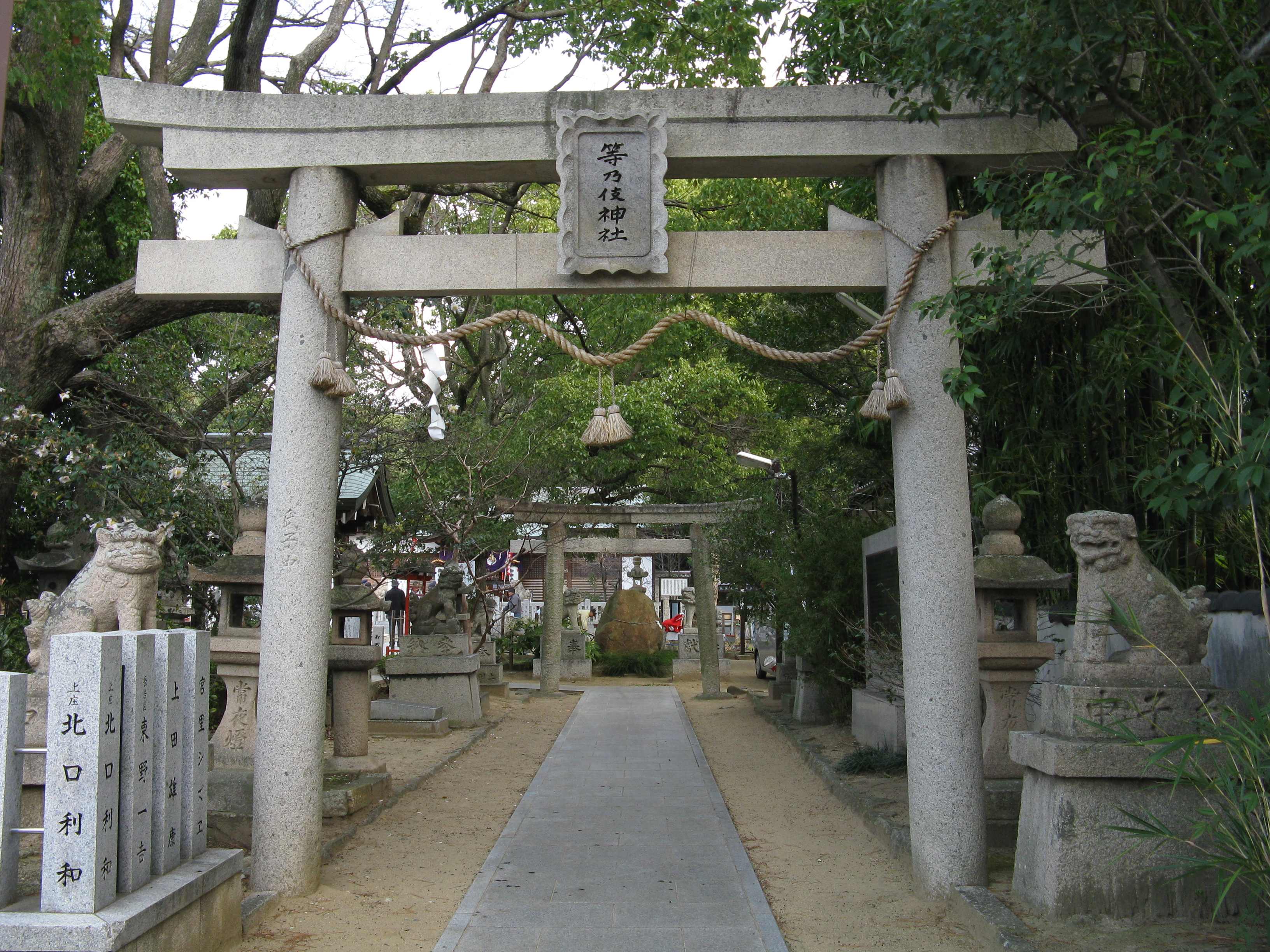
等乃伎神社の鳥居

## 祭神
主祭神
- 天児屋根命（アマノコヤネノミコト、アメノコヤネノミコト）

相殿神
- 誉田別命（ホンダワケノミコト）
- 菅原道真（スガワラノミチザネ）
- 大歳神
- 壺大神

## 歴史
当神社の案内板によれば、「等乃伎」という名称はかつてこの地を収めていた中臣氏の一支族である殿来連から由来し、『続日本紀』の天平勝宝4年（752年）条に「中臣殿来連竹田売」という人物の名前が残っており、その頃に領地を治めていた中臣殿来連竹田売が祖先である天児屋根命を祀ったことから始まりということになっており、また同年には太政大臣である藤原武智麻呂、その子の大納言である恵美押勝（藤原仲麻呂）が相次いでこの地へ赴き、居住していたとされている。
延喜式の式内社とされている。
1908年（明治41年）から翌年1909年（明治42年）にかけて、旧市場村の稲荷社、旧大園村の壺神社、旧土生村の菅原社、旧新家村の大歳社、旧南出村の大歳社を合祀した。

## 行事
例祭は、10月5日である。
従来はこの日とその前後に、高石だんじり祭のうち、氏子地域（旧富木村・旧新家村・旧土生村・旧綾井村・旧大園村）の秋祭りのだんじりが宮入りしていた。
現在は、祭りを休日に設定しようという努力により、10月の第一土曜日または第二土曜日に宮入りとなっている。

## 境内
本殿・拝殿は、1987年（昭和62年）に建て替え、造営された。本殿は、三間社流造。拝殿は、七間社入母屋造で唐破風向拝。
境内には、照葉樹林が茂り、楠が神木である。境内地からは、南北朝時代のものと推定される楠の焼株や、平安時代・鎌倉時代のものと推定される古瓦が出土している。

## 境内社
摂社…宇賀之御魂神
末社…天御中主神

## 現地情報
所在地
- 大阪府高石市取石二丁目14番48号

交通アクセス
- 最寄駅：JR阪和線富木駅下車後、徒歩約8分（南東へ約600m）